# VEGFA
VEGFA (англ. Vascular endothelial growth factor A) – білок, який кодується однойменним геном, розташованим у людей на короткому плечі 6-ї хромосоми. Довжина поліпептидного ланцюга білка становить 232 амінокислот, а молекулярна маса — 27 042.
| 10         |  | 20         |  | 30         |  | 40         |  | 50         |
| ---------- |  | ---------- |  | ---------- |  | ---------- |  | ---------- |
| MNFLLSWVHW |  | SLALLLYLHH |  | AKWSQAAPMA |  | EGGGQNHHEV |  | VKFMDVYQRS |
| YCHPIETLVD |  | IFQEYPDEIE |  | YIFKPSCVPL |  | MRCGGCCNDE |  | GLECVPTEES |
| NITMQIMRIK |  | PHQGQHIGEM |  | SFLQHNKCEC |  | RPKKDRARQE |  | KKSVRGKGKG |
| QKRKRKKSRY |  | KSWSVYVGAR |  | CCLMPWSLPG |  | PHPCGPCSER |  | RKHLFVQDPQ |
| TCKCSCKNTD |  | SRCKARQLEL |  | NERTCRCDKP |  | RR         |  |            |

A: Аланін

C: Цистеїн

D: Аспарагінова кислота

E: Глутамінова кислота

F: Фенілаланін

G: Гліцин

H: Гістидин

I: Ізолейцин

K: Лізин

L: Лейцин

M: Метіонін

N: Аспарагін

P: Пролін

Q: Глутамін

R: Аргінін

S: Серин

T: Треонін

V: Валін

W: Триптофан

Кодований геном білок за функціями належить до факторів росту, мітогенів, білків розвитку. 
Задіяний у таких біологічних процесах, як ангіогенез, диференціація клітин, альтернативний сплайсинг. 
Білок має сайт для зв'язування з молекулою гепарину. 
Секретований назовні.